# Triclema lacides
Triclema lacides är en fjärilsart som beskrevs av William Chapman Hewitson 1874. Triclema lacides ingår i släktet Triclema och familjen juvelvingar. Inga underarter finns listade i Catalogue of Life.